# 二溴化钕
二溴化钕是一种钕的溴化物，化学式 NdBr2。

## 制备
二溴化钕可以由三溴化钕和金属钕在800-900 °C的真空下反应而成。
{\displaystyle {\ce {Nd + 2 NdBr3 -> 3 NdBr2}}}

## 性质
二溴化钕是深绿色的固体。它具有极强的吸湿性，只能在干燥的惰性气体或高度真空下储存和处理。二溴化钕暴露在空气中或与水接触时，会吸收水分并转化为不稳定的水合物，然后迅速转化为溴氧化物并放出氢气。它的晶体结构为二氯化铅结构。